# 雷鳴龍
雷鳴龍（1914年—1981年11月14日），字雲生。山西省平遙縣岳壁鄉人。民國37年（1948年）在工會北區（河北、山西、熱河、察哈爾、綏遠五省；北平、天津二市）當選第一屆立法委員

## 生平[1][2]
- 山西省立國民師範學校畢業
- 山西國民兵軍官教導團畢業
- 陸軍騎兵第四師政治部及騎兵第十一團政治部科員、科長、指導員、政治主任
- 山西省政府秘書
- 山西晉興機械工業公司管理組長、福利主任
- 山西省總工會常務理事兼組訓組長
- 山西全省工人救濟協會理事長
- 太原市總工會理事長
- 民國59年10月30日，因犯貪污案件（立法委員雷鳴龍及立法院技工許錫純涉嫌相互勾結，向臺北市萬源紡織股份有限公司詐取財物[3]）被判處有期徒刑六年，褫奪公權三年，業經終審判決確定，註銷立法委員名籍[4]
- 1981年11月14日逝世於臺北寓所，享壽六十六歲[5]